# EDM
Электронная танцевальная музыка (англ. EDM — electronic dance music) представляет собой широкий спектр жанров и стилей электронной музыки, направленных, в первую очередь, для развлекательной индустрии. EDM является основой музыкального сопровождения для ночных клубов и фестивалей электронной музыки. EDM, как правило, используется в контексте живого воспроизведения, где диджей проигрывает заранее подготовленный список произведений, плавно переходя от одного к другому. Электронная танцевальная музыка не относится к отдельному стилю в музыке, а используется в качестве обобщённого термина для нескольких популярных жанров, таких, как хаус, транс, техно, дабстеп, драм-н-бейс и множества других. Это основной результат творчества большинства современных музыкальных продюсеров и диджеев.

## История
Примером ранней формы EDM является результат сотрудничества между продюсером Джорджо Мородером и вокалисткой Донной Саммер — песня «I Feel Love», написанная в 1977 году. Песня была написана без использования традиционных инструментов и носила танцевальный характер.
Однако сам термин EDM впервые был употреблен в американской музыкальной индустрии лишь в 2010 году (до этого использовали термин «танцевальная» и «электронная» в отдельности, а также «клубная»).
Развитие направления тесно связано с развитием компьютерных технологий, появлением новых инструментов для создания музыки, таких как драм-машина, секвенсор, микшер и многие другие. И расцветом в начале XXI века новых жанров электронной музыки, таких как дабстеп и трэп.

## Фестивали
Электронная танцевальная музыка часто играла на нелегальных андерграундных рейв-вечеринках. Они проводились в секретных местах, такие как: склады, заброшенные мосты, поля и другие открытые пространства. В 1990-х и 2000-х годах подземная рейв-культура 80-х и начала 1990-х годов начала перебираться на легальные концерты EDM и фестивали. Основные фестивали часто имеют большое количество сцен, представляющих различные жанры EDM. Организаторы фестивалей обращают много внимания на визуальные эффекты, в том числе сложные конструкции сцен со своими тематиками, системы освещения, лазерные шоу и пиротехника. Фестивали, часто проводимые на крупных площадках, отличаются от подземных рейвов их организованностью, а также мерами по обеспечению безопасности участников.
Рэй Уодделл из Billboard отметил, что промоутеры фестивалей проделывают отличную работу в брендинге. Крупные фестивали, как было выявлено, оказывают положительное воздействие на экономическое состояние принимающих городов. В 2014 году Ultra Music Festival (UMF) привлек 165000 посетителей и более $223 млн в экономику Майами. Первое проведение TomorrowWorld — американской версии фестиваля Бельгии Tomorrowland, принесло $85,1 млн в Атлантe столько же, сколько и проведение в этой стране годом ранее NCAA Финала четырёх. Увеличение популярности электронной музыки привело к образованию многожанровых фестивалей, таких как Lollapalooza и Coachella, чтобы добавить больше электронных и танцевальных жанров в свой лайн-ап.
Рассел Смит из The Globe and Mail считает, что индустрия коммерческих фестивалей была антитезой исходным концепциям рейв субкультуры, ссылаясь на «самые дорогие билеты, крупные спонсоры, парней без футболок и девушек в бикини на их плечах — не говоря уже о глупой музыке». Инциденты, связанные с наркотиками, а также другие жалобы окружающих на поведение их участников, внесли свой вклад в негативное восприятие к мероприятиям с EDM местными органами власти. После инцидента на Ultra Music Festival 2014, где толпа гостей фестиваля затоптали охранника в первый же день, комиссары Майами рассматривали запрет на проведение фестиваля в городе, ссылаясь как на этот инцидент, так и развратное поведение гостей, а также жалобы жителей города. Органы власти в итоге проголосовали в пользу проведения UMF в Майами из-за его положительного экономического влияния, при условии, что организаторы решат проблемы безопасности, использования наркотиков и непристойного поведения со стороны участников.

## Награды
| Организация             | Награда                                                | Года       | Комментарии |
| ----------------------- | ------------------------------------------------------ | ---------- | --- |
| BRIT Awards             | British Dance Act                                      | 1994-2004  | BRIT Awards представили награду «British Dance Act» в 1994, первым её выиграли M People. |
| Грэмми                  | Лучшая танцевальная запись                             | 1998—н. в. | Последний победитель (2021) Kaytranada feat. Kali Uchis — «10%» |
| Грэмми                  | Лучший танцевальный/электронный альбом                 | 2005—н. в. | Последний победитель (2021) Kaytranada — Bubba |
| DJ Mag                  | Топ 100 диджеев                                        | 1991—н. в. | Британский танцевальный музыкальный журнал DJ Mag публикует ежегодный список 100 лучших диджеев в мире; с 1991 по 1996 г. Топ-100 опрос был проведен среди журналистов журнала; в 1997 году опрос стал публичным голосованием. В последнем (2021) голосовании выиграл Давид Гетта. |
| DJ Awards               | Best DJ award                                          | 1998—н. в. | Одна из самых значимых наград, проводится на Ибице, Испания. Победители отбираются общественным голосованием в 11 категориях. |
| Winter Music Conference | International Dance Music Awards                       | 1998—н. в. | |
| Project X Magazine      | Electronic Dance Music Awards                          | 1995       | Читатели журнала Project X проголосовали за победителей Electronic Dance Music. На церемонии статуэтки награды вручили Moby, The future sound of London, Winx, Danny Tenaglia, DJ Keoki и др.                                                                                      |
| American Music Awards   | Favorite Electronic Dance Music                        | 2012—н. в. | |
| World Music Awards      | Лучший диджей и лучший исполнитель танцевальной музыки | 2006—н. в. | |